# Ivory (Jura)
Ivory település Franciaországban, Jura megyében. Lakosainak száma 87 fő (2022. január 1.). Ivory Pretin, Bracon, La Châtelaine, Chaux-Champagny, Chilly-sur-Salins és Mesnay községekkel határos.

## Népesség
A település népességének változása:
| Lakosok száma | 128  | 126  | 107  | 86   | 84   | 91   | 96   | 103  | 98   | 87   |
|               | 1968 | 1982 | 1990 | 2006 | 2013 | 2015 | 2017 | 2019 | 2020 | 2022 |